# باول كينغ (كاتب بريطاني)
باول كينغ (بالإنجليزية: Paul King)‏ هو كاتب وكاتب سيناريو ومخرج بريطاني، ولد في 1978.

## وصلات خارجية
- بول كينغ على موقع IMDb (الإنجليزية)
- بول كينغ على موقع ألو سيني (الفرنسية)
- بول كينغ على موقع ميوزك برينز (الإنجليزية)
- بول كينغ على موقع أول موفي (الإنجليزية)
- بول كينغ على موقع بوكس أوفيس موجو (الإنجليزية)
- بول كينغ على موقع قاعدة بيانات الأفلام السويدية (السويدية)
- بول كينغ على موقع قاعدة بيانات الفيلم (الإنجليزية)
- بول كينغ على موقع كينوبويسك (الروسية)